# Betreuungsmittelwert
Der Betreuungsmittelwert diente in Deutschland bis zum Jahr 2011 als statistische Hilfsgröße zur Berechnung der Personalschlüssel in Kindertageseinrichtungen. Es gab insgesamt vier Betreuungsmittelwerte. Sie dienten als Umgehungslösung, weil die tatsächlichen Betreuungszeiten nicht statistisch erfasst wurden. Die Datenerfassung erfolgte lediglich nach Größenklassen, die keine genauen Werte dieser Betreuungszeiten lieferten. Wegen der damit verbundenen Ungenauigkeiten und Verzerrungen werden Betreuungsmittelwerte seit 1. März 2012 nicht mehr verwendet.

## Regelung bis 2011
Für die in der Kindertageseinrichtung betreuten Kinder wurden die vertraglich vereinbarte Betreuungszeiten je Tag nicht direkt, sondern in Größenklassen erfasst. Zur Abschätzung der wöchentlichen Betreuungszeit wurden dann Betreuungsmittelwerte gebildet.
| Größenklassen der täglichen Betreuungszeit | Betreuungsmittelwert pro Tag | Betreuungsmittelwert pro Woche |
| ------------------------------------------ | ---------------------------- | ------------------------------ |
| bis zu 5 Stunden                           | 4,5 Stunden                  | 22,5 Stunden                   |
| mehr als 5 bis zu 7 Stunden                | 6,0 Stunden                  | 30,0 Stunden                   |
| mehr als 7 bis zu 10 Stunden               | 8,5 Stunden                  | 42,5 Stunden                   |
| mehr als 10 Stunden                        | 10,5 Stunden                 | 52,5 Stunden                   |

Der Betreuungsmittelwert kann jedoch von der tatsächlichen Betreuungszeit abweichen. Es kann beispielsweise eine tägliche Betreuungszeit von fünf bis sieben Stunden statistisch erfasst sein, tatsächlich wird das Kind an verschiedenen Tagen bereits nach knapp fünf Stunden abgeholt. Oder ein Kind ist die kompletten sieben Stunden am Tag anwesend, in die Personalschlüsselberechnung geht aber nur der Betreuungsmittelwert von sechs Stunden ein.
Dies kann einer der möglichen Gründe dafür sein, dass der tatsächliche Personalschlüssel vom rechnerischen Wert abweicht.

## Regelung ab 2012
Seit dem Stichtag 1. März 2012 werden die vertraglich vereinbarten Betreuungszeiten der Kinder direkt als Dezimalzahl erfasst. Deshalb sind für die Personalschlüsselberechnung keine Betreuungsmittelwerte mehr erforderlich.

## Hessisches Kinderförderungsgesetz (HessKiföG)

Auswirkung der Betreuungsmittelwerte nach §25c HKJGB (HessKiföG) auf die Berechnung der Fachkraftstunden

Hessen ist das einzige Bundesland, in dem die Personalbemessung in Kindertageseinrichtungen mittels Betreuungsmittelwerten gesetzlich vorgeschrieben ist. Obwohl die Betreuungsmittelwerte aus den oben genannten Gründen im Jahre 2011 abgeschafft wurden, waren diese im Entwurf des umstrittenen Hessischen Kinderförderungsgesetzes (HessKifög, § 25c) vom 4. Dezember 2012 enthalten. In der Gesetzesbegründung wurde ausdrücklich auf die Statistik der Kinder- und Jugendhilfe 2010 verwiesen: Die festgelegten Betreuungsmittelwerte lehnen sich an die Annahmen des Statistischen Bundesamtes in seiner Auswertung "Der Personalschlüssel in Kindertageseinrichtungen" (2010) an. Dabei wurde jedoch der in der Publikation des Bundesamtes enthaltene vierte Betreuungsmittelwert von 52,5 Stunden pro Woche (10,5 Stunden pro Tag) weggelassen.
Bereits bei den ersten Beratungen zum Gesetzentwurf und später in den Stellungnahmen der Fachverbände wurde die Verwendung von Betreuungsmittelwerten und die Deckelung auf 42,5 Stunden kritisiert.
Dennoch wurde am Berechnungsmodus grundsätzlich festgehalten, weil dieser der Verwaltungsvereinfachung diene. Im Änderungsantrag zum Gesetzentwurf vom April 2013 wurde ein vierter Betreuungsmittelwert hinzugefügt.
Ungeachtet der jeweils zum 1. März in den Jahren 2012 und 2013 durchgeführten Erhebungen zur Statistik ohne Betreuungsmittelwerte wurde das HessKiföG am 23. Mai 2013 beschlossen (GVBl. I S. 207). Die Erfahrungen mit der Art der Fachkraftstundenberechnung veranlassen den Hessischen Städte- und Gemeindebund in einer späteren Stellungnahme vom 11. November 2014 die Erarbeitung einer anderen Berechnungsmethode vorzuschlagen.
Die Evaluation des HessKiföG, die vom Institut für Sozialarbeit und Sozialpädagogik bis Ende 2016 durchgeführt wurde, lieferte auch kritische Hinweise zu den Betreuungsmittelwerten.
Danach bezog sich die öffentliche Kritik im Kern auf folgende Aussagen:
- Die zeitliche Angebotsstruktur verändert sich insbesondere durch die Betreuungsmittelwerte. Betreuungsverträge werden an Betreuungsmittelwerten ausgerichtet; der Bedarf von Familien tritt in den Hintergrund.
- Die Betreuungsmittelwerte werden flexiblen Betreuungsbedarfen von Familien nicht gerecht.
- Die Kategorien der Betreuungsmittelwerte sind zu grob.

Experten machen Verzerrungen durch die Betreuungsmittelwerte im Vergleich zu tatsächlich vereinbarten Betreuungszeiten geltend und plädieren für eine stärkere Differenzierung oder die gänzliche Abschaffung der Betreuungsmittelwerte. Die Träger sind sich dabei nicht einig. Die Berechnung des Personalbedarfs mittels Betreuungsmittelwerten führt bei 94 % der Tageseinrichtungen im Vergleich zu den tatsächlich vereinbarten Betreuungszeiten zu Abweichungen. Ob diese positiv oder negativ ausfallen, hängt dabei vom jeweiligen Umfang der Betreuungsdauer ab.